# Alcantarilla
Alcantarilla település Spanyolországban, Murciában. Alcantarilla Murcia községgel határos. Lakosainak száma 43 547 fő (2024).
A városrész közelében található az Alcantarilla légibázis, az EZAPAC (a légierő ejtőernyős repülőszázadának) és a Méndez Parada katonai ejtőernyős iskolának a bázisa. 

## Nevének eredete
A település neve az arab Al-Qantara szóból származik, ami hidat jelent. Valószínűleg ez az a Qantara-Askaba, amelyet Al-Idrisi a 12. században említett, Murcia és Librilla között, az Almería felé vezető úton, és amelyet Al-Udri és Al-Himyari is említ.
A Hernández Carrasco által javasolt átírás az Al-Qantar(a) szót az illa (kis híd, vagy hidacska) római kicsinyítő képzővel egészíti ki.

## Története

### Az ibériai településtől a kasztíliai hódításig
A város jelenlegi helyén a lakók megjelenése a Kr. e. 5. századra, azaz mintegy 2500 évvel ezelőttre nyúlik vissza. Ebből az időből már ibériai jellegű településről van bizonyíték a térségben, valószínűleg kihasználva a Segura és a Guadalentín folyók közelségét. Fontos megjegyezni, hogy 1964-ben ibériai régészeti maradványokat találtak Alcantarillában, sőt, úgy vélik, hogy a Calle Hurtado Lorente alatt a félsziget ősi népének egy ősi nekropolisza vagy temetője lehet.
Az i.e. 3. század végén a rómaiak a második pun háborút követően megszállták a félszigetet a karthágóiak elleni háborút követően, akik már megalapították Carthago Novát, a mai Cartagenát. A római győzelem után bekövetkezett uralomváltást követően egész Délkelet-Spanyolország a mai Spanyolországot és Portugáliát magában foglaló római Hispania provinciához tartozó Hispania Citerior része lett. A régi ibériai település lakossága Agua Salá területére költözött. Ez a terület különösen termékeny volt, ezért mezőgazdasági termesztésre kiváló, köszönhetően a Segura kanyarulatának, amelyet ebben a magasságban tesz meg, és a néhány méterrel arrébb feltörő gyógyvízforrásnak.
Továbbá a közelben lévő római út, amely a Segura folyót keresztezte a közelben (valószínűleg egy hajóhíddal), fellendülést és virágzást biztosított a helynek.

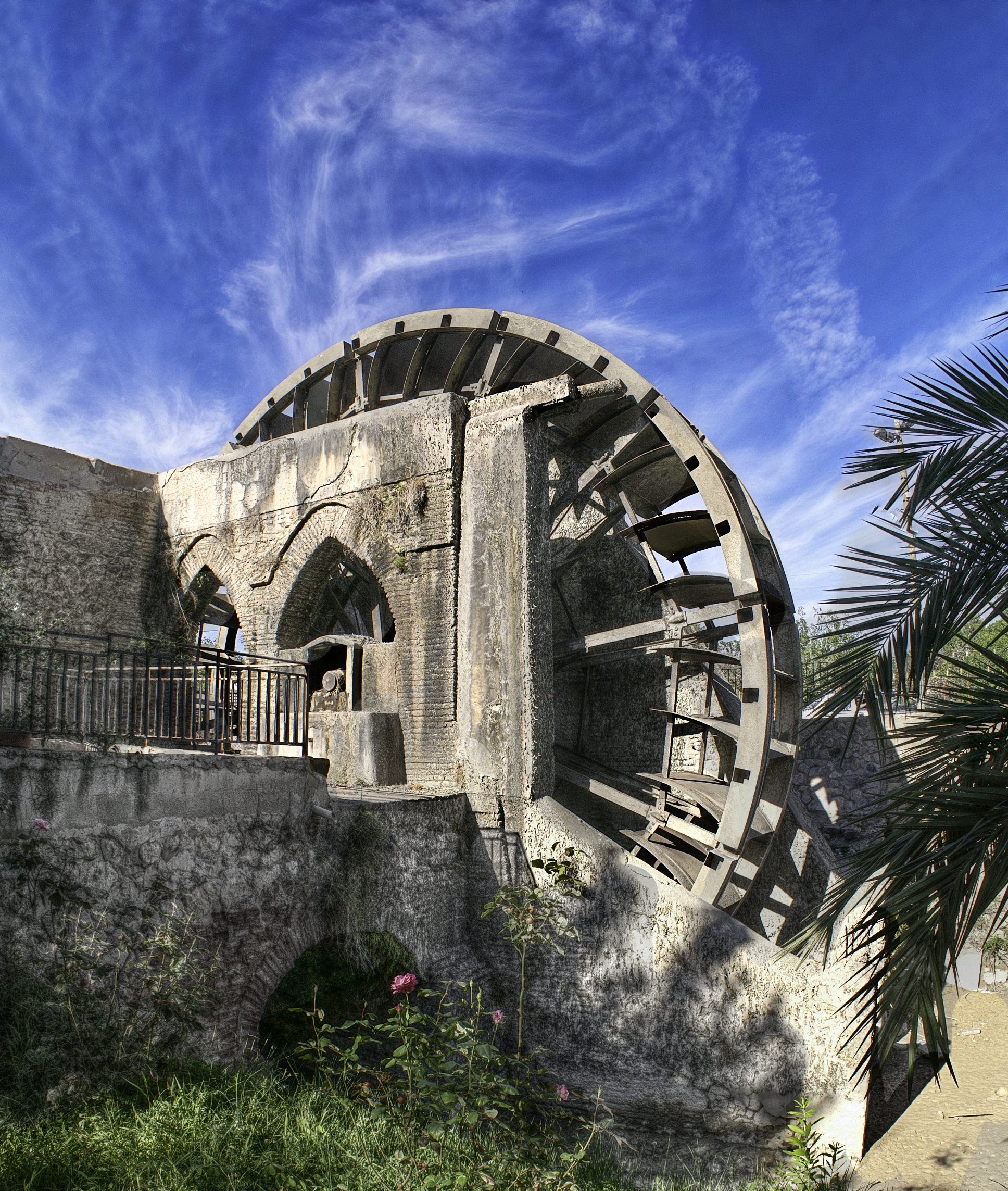
Rueda de Alcantarilla

A 8. századtól kezdve a muszlimok Al-Qantara-Ascaba, azaz a csónakok hídja néven emlegették a helyet, kihasználva a rómaiak és a vizigótok közlekedési útvonalait, és mivel a Vega Media del Segura földjei igen termékenyek voltak, a korábbi vízhasználatokon alapuló komplex öntözőrendszert hoztak létre, amely többek között az Alquibla öntözőcsatornát eredményezte, amelynek a Rueda de Alcantarilla és a vízvezeték a legjellemzőbb elemei, a Las Pilas történelmi hídjával együtt.
Al-Qantara-Ascaba virágzó mezőgazdasági várossá vált, és a 13. században, amikor a visszafoglalás elérte a félsziget déli részét, megőrizte közlekedési jelentőségét. 1243-ban a Murciai Taifát az alcarazi szerződés értelmében a Kasztíliai Korona védnökségébe integrálták.
1266-ban Al-Qantara végleg keresztény uralom alá került, és nevét Alcantarillára, azaz Alcántara városára, vagyis a Híd városára változtatták. Egy olyan időszak után, amikor az Arrixaca de Murcia mudéjar vezetőjéhez tartozott, a város Aragóniai Jolán lunai grófné uralma alá került férje, X. Alfonz parancsára, ám évekkel később (1283-ban) Murcia tanácsának adományozta, azzal a feltétellel, hogy a város mudéjar lakossága kereszténnyé válik. A bölcs király halála után IV. Sancho a feleségének, María de Molinának adományozta. Az 1321-ben bekövetkezett halála után a város a cartagenai egyházmegye kezébe került.

### Késő középkor és kora újkor
1437-ben a murciai tanács követeléseivel szemben megerősítették az egyházmegye uralmát Alcantarilla felett, amely 5,53 négyzetkilométeres területet birtokolt (ma nagyobb, miután 1987-ben 10,2 km²-t hozzá csatoltak), és amely Murcia településen belül megmaradt enklávénak.
1545-ben nagy áradás volt a Segura és a Guadalentín folyókon, amely a huerta több városát is elöntötte. Alcantarilla ekkor gyakorlatilag megsemmisült. Lakói akkoriban úgy döntöttek, hogy egy közeli magasabban fekvő területen, a mai San Pedro kerületben építik újjá, a régi helyet pedig elhagyatottan hagyták.
1580-ban II. Fülöp visszacsatolta a várost a koronához, elválasztva azt az egyházmegyétől, hogy eladja a genovai nemes Lázaro de Usodemarnak. Az Usodemar család uralma 1677-ben megszűnt, és Alcantarilla 1698-ban, a joghatósága körül évekig tartó vita után visszatért a koronához.

### Kortárs korszak
1812-ben, az első spanyol alkotmány kihirdetésének évében megszüntették az uradalmakat, és létrehozták a városi tanácsokat vagy konzisztóriumokat, mint amilyen az alcantarillero.
A 19. század utolsó része és a 20. század nagy része különösen virágzó volt Alcantarilla számára. 1864 körül a vasútvonal elérte a várost, miután a Chinchilla–Cartagena vonal meghosszabbítása után megnyílt az első szakasz, a Murcia–Cartagena vonal.
Az Alcantarilla-Lorca vonal 1885-ös megnyitása után, amely a Murcia–Granada vasútvonal kezdetét jelentette, a település a hálózat elágazási pontjává és a közlekedés első osztályú csomópontjává vált, amelyhez hozzá kell adni a közúti hálózatot, a Murcia felé vezető villamosvonalat és a gyárak megnyitását, amelyek a királyi várost Délkelet-Spanyolország egyik legvirágzóbb enklávéjává tették. Ez volt az úgynevezett ipari Alcantarilla.
Így 1897-ben a régió egyik első zöldségkonzervgyára nyílt meg a térségben, amikor Juan Esteva mallorcai üzletember engedélyt kapott erre. Valójában az ő (ma már elhagyatott) gyára még mindig a falu bejárata felett áll, nagyon közel a Plaza de España térhez.
Az első nagykereskedelmi elosztó raktár, amely gyógyszeripari termékeket forgalmazott, mind Alcantarilla, mind Murcia régió többi részére, valamint más termékeket, mint például olajok, liszt, gabonafélék, sózott halak és egyéb termékek, amelynek a Calle Mayor nevezetű utca 77. és 79. szám alatt található telephelye José Alemán Pérez iparos és kereskedő tulajdonában volt, akinek halála után felesége, Marina Castillo Gómez, lányaival és fiával együtt továbbra is ennek szentelte magát.
Tény, hogy a környék más helyeitől eltérően Alcantarilla lakói nem szorítkoztak a zöldségtermesztésre, hanem nagy gyárak dolgozták fel a környező földeken termesztett zöldségeket és gyümölcsöket, amelyek még ma is a világ végére is elviszik Alcantarilla nevét. Az Esteva, Luis Salas, a Cobarro testvérek, a Caride család és természetesen a HERO España üzemei virágzó ipari várossá tették az enklávét. Ezekhez hozzá kell adni az Ángel Galindo csomagolóüzemet, amelynek lebontása után épült fel az Ensanche de Campoamor. 

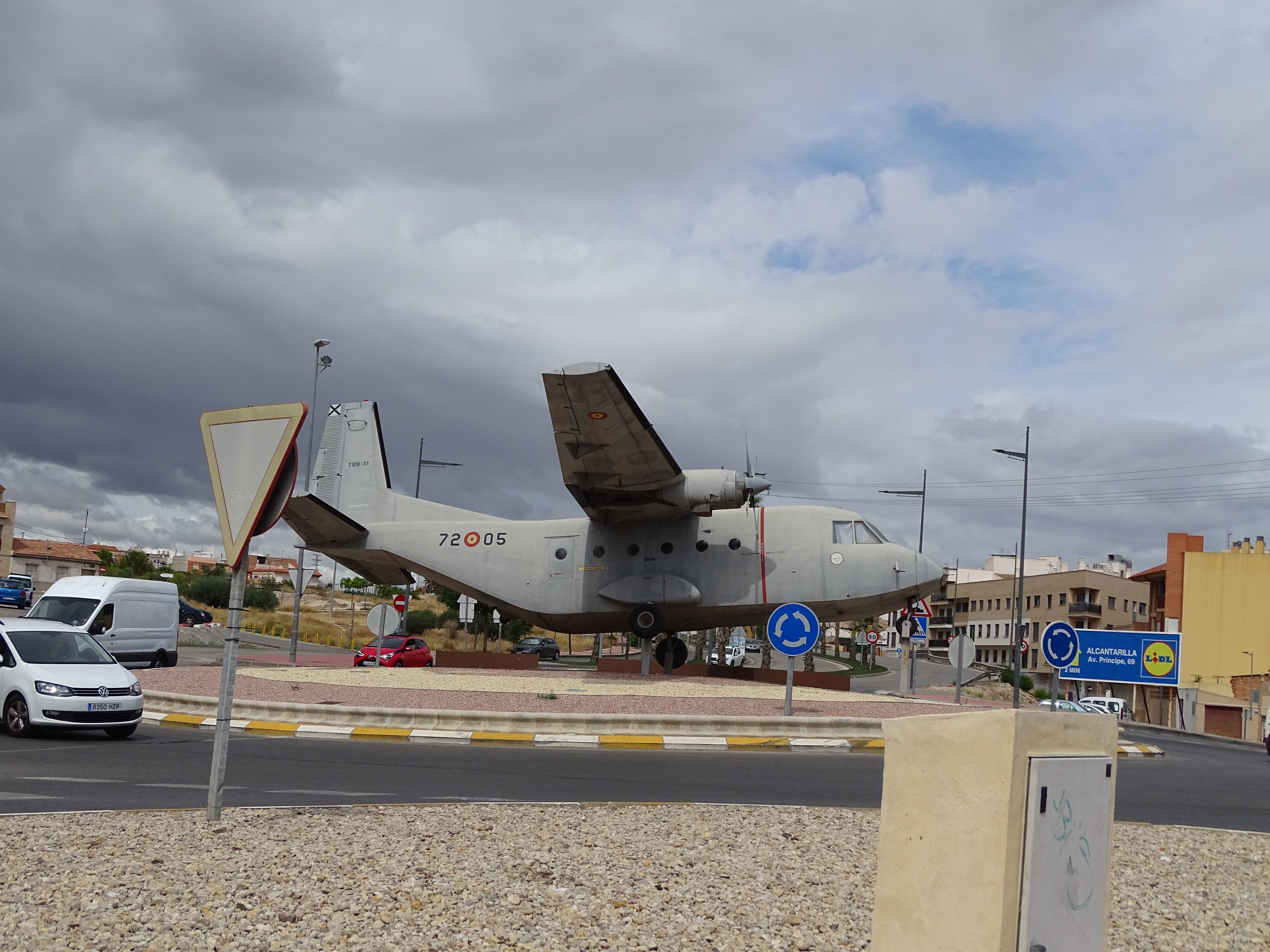
Az Alcantarilla-i repülőtér előtti körforgalom, közepén egy CASA C-212 Aviocar repülőgéppel.

A Repülőtér vagy a közeli Nemzeti Lőporgyár ami a folyó túloldalán található, még nagyobb fellendülést adott a területnek, ahol – bár ma már hihetetlennek tűnik – munkaerőhiány volt, naponta több ezer ember utazott ide vasúton, villamoson, autóval vagy hajóval a környező várokból és azok körzetéből, hogy a városban dolgozzon. A gyárosok jóléte olyan mértékű volt, hogy a népesség aránya a későbbi tanulmányok szerint a nagyvárosokéhoz, például Barcelonáéhoz vagy Bilbaóéhoz hasonló, bár kisebb arányú fejlődésen ment keresztül. Így ahogy a Paseo de Gracián a gyárak tulajdonosai számára nagy kúriák és paloták épültek, köztük két Gaudí-mű, amelyek a gótikus negyedből kivonuló katalán iparosok tulajdonában voltak, úgy a Calle Mayoron, Spanyolország leghosszabb utcáján is épült néhány gyönyörű ház az ipari korszakra jellemző modernista stílusban, ami a helyi főútvonalat egy kis Graciává változtatta. Ilyen például a Casa de Cobarro, a Calle de las Eras sarkán, vagy a Casa Vicent, amely még mindig áll, a Plaza de la Constitución sarkán. A Városi temetőben is található néhány ugyanilyen stílusú panteon. 
Alcantarilla az 1936. júliusi államcsíny ellen Franco oldalán harcoló köztársaságiakat támogatta, és a Repülő és Gyártó Szolgálat (SAF), a FARE (a Spanyol Köztársaság Légiereje) légi felszerelésének, különösen a SAF-2 repülőgépnek a gyártásáért és karbantartásáért felelős műszaki szervezet tagja volt. A Murcia, Alcantarilla és El Palmar különböző központjaiban található, a repülőgépek javításáért és a pótalkatrészek gyártásáért felelős (kihasználva a vasút közelségét), és a Köztársaság elemi repülőiskolájának székhelye volt. A település katonai objektumokkal is rendelkezett mint a puskaporgyár, a légibázis, valamint a a Javalí Nuevo ejtőernyős dandár.
Ugyancsak ebben az időben aszfaltozták a már említett Calle Mayor nevű utcát, amelynek macskakövei ugyan 1994-ig megmaradtak, és csak később aszfaltozták le őket, továbbá közvilágítást is telepítettek, eleinte gázzal, majd később villannyal. Habár a spanyol autóállomány azokban az években minimális volt, már akkor is több, Alcantarillában élő gazdag család tulajdonában lévő autóról van bizonyíték, köztük a Cobarro család Rolls-Royce-áról. Ez önmagában is megmagyarázza az Alcantarilla polgárság jelentőségét és fejlődését abban az időben.
A Galindo-gyár sok éven át meghatározta a város nagy részének életét. Mindebből csak a HERO gyár maradt meg, amelynek első igazgatója, Don Guillermo, még mindig kering egyesek emlékezetében; az ő faháza, a Murcia felé vezető kijáratnál, a CES Samaniego közelében, és az ajtón még mindig ott van a "kocsi kijárat" tábla; a Casa de Cobarro homlokzata, ahol ma egy takarékpénztár áll; és az állomás, a Carides faházának vagy gyárának kapuja, a Casa del Parque vagy a Casa Vicent.

## Földrajza
A település domborzata túlnyomórészt sík, Murcia városával határos Segura folyó közelsége miatt, bár északnyugaton néhány kisebb kiemelkedés eléri a 200 méteres magasságot. Így a tengerszint feletti magasság 50 métertől 202 méterig terjed (Estaca-hegy) a Segura folyó partján. A városközpont 67 méterrel a tengerszint felett helyezkedik el.

### Közeli települések
Alcantarilla települést teljes egészében Murcia közigazgatási területe veszi körül, és Murcia következő járásaival határos:
| Északnyugat: Cañada Hermosa | Észak: Javalí Nuevo    | Északkelet: Javalí Viejo            |
| Nyugat: Cañada Hermosa      |                        | Kelet: Puebla de Soto és Nonduermas |
| Délnyugat Sangonera la Seca | Dél: Sangonera la Seca | Délkelet: San Ginés                 |

### Kerületek

#### Óváros
- San Pedro: ez a város nemesi negyede. Itt található a városháza, néhány bank, a San Pedro Apóstol templom és az azonos nevű tér, valamint számos polgári emlékmű és a Calle Mayor keleti szakasza. A Plaza del Olmo, és a Calle de San Sebastián, egy kis tér, amelyet színes házak vesznek körül, és amelynek közepén egy immár több mint százéves szilfa áll.
- San Roque: itt található Alcantarilla óvárosa. A város legrégebbi fesztiváljait itt rendezik meg minden év augusztusában. Templomát a polgárháború alatt börtönként használták, és 2009-ben a városi tanács mintegy 410 000 eurós hozzájárulásával restaurálták.[14]

#### Újváros
- Campoamor: a Calle Mayor nyugati részét foglalja magában, és ez a város új negyede, amely a hatvanas években, néhány fontos gyár, például a Cobarro és a Galindo gyárak lerombolása után kialakult terjeszkedésnek köszönhető. A városrész szívében lévő néhány utca mentén a Torrica negyedben találhatók a város piacának standjai.

- San José Obrero: A "törvénytelen város" néven ismert, az Avenida del Príncipe (a "kerülőút") túloldalán fekvő peremnegyed. Jelenleg a Plaza de Pío XII-n végzett munkálatok és bontások után teljes átalakítás alatt áll, és a város egyik legproblémásabb épülete. A környék lakóinak többsége cigány származású.

- Vistabella.
- Cabezo Verde.
- Cabezo Negro.
- Las Tejeras: egy régi cserépgyár helyén épült. Innen a neve. A Fiestas de la Paz-t évtizedek óta itt tartják az azonos nevű kápolnában. A 20. század elején az oltár alatt egy lépcsőt találtak, amely a Paraje de l'Agua Salá-ba vezető átjáróhoz vezetett.[15] Eredete ismeretlen. Jelenleg ez a remetelak és a hozzá tartozó kastély súlyos romlásnak indult.

- Florentino Gómez: a környékre a nagy lakótömbök jellemzőek. Eredetileg ez a kerület volt a város széle, ám a nyugati ipari parkhoz vezető új megközelítő utak megépítése, valamint számos új épület építése után ma már teljesen a városba integrált városrész. Ezen a helyen kerül megrendezésre a Fiestas del Carmen fesztivál.

- Santa Rosa de Lima.

- La Torrica: egy nemrégiben kibővült városrész, amely a La Huerta Néprajzi Múzeum környékén található. A városrész közelében található a piac új helyszíne (korábban a San Pedro negyedben volt), közel 300 standdal.

- Cayitas: a Fábrica de la Esencia lebontása után és a történelmi Tribunal de la Inquisición és a Casa de las Cayitas körül kialakult negyed.

- El Potrox.
- El Llano.

## Gazdasága
Alcantarilla városa katonai és ipari városként, valamint több út csatlakozása miatt, amelyek jelentős csomóponttá teszik, nagy mértékben hozzájárul Murcia régió gazdaságához, többek közt a következő létesítményekkel:
- A keleti ipari park: az Ibériai-félsziget legnagyobb ipari parkja,[16] amely a murciai San Ginés településsel közös területen fekszik. Az MU-30-as autópályától (Murcia körgyűrű)  délre.

- Cabezo Verde Ipari Park, az Avenida Príncipe mellett található, korábban "Alcantarilla leágazásként" ismert, 82 000 m²-es terület, amely Javalí Nuevo és Alcantarilla között található.

- 2006 óta új helyen és új létesítményekkel rendelkező halpiac, amelynek jelentős a belföldi és nemzetközi kereskedelme.

- Az Keleti kereskedelmi park, amely Sangonera la Seca (Murcia) városrész közelében található, és olyan cégekből áll, mint a francia Decathlon sportszupermarket, az E.Leclerc francia hipermarket, az E.Leclerc benzinkút, az amerikai McDonald's gyorsétterem hálózat, valamint más divat- és cipőboltláncok stb. Ez az üzleti park további mozikat is kíván létesíteni.

- Különböző élelmiszeripari és vegyipari multinacionális vállalatok székhelye található a város közelében, mint például a Hero España, az új Alvalle üzem (a PepsiCo tulajdonában), a Bayer, Derivados Químicos, Iberchem, Furfural Española, Aprofursa és további számos cég.

- Az Aduana de Nonduermas, az ADIF műhelyek és a Murcia-Mercancías állomás, amely az önkormányzati kerület szomszédságában, a Murcia és El Palmar felé vezető utak között helyezkedik el, kiterjedt vasúti létesítmények (villamosítás nélkül) a közforgalmú vasutak különböző felhasználási céljaira, és fontos tevékenységet végeznek a Cartagena kikötőjéből a félsziget belseje felé irányuló áruforgalomban.

- A várost körülvevő ipari övezetet pedig a Cañada Hermosa hulladéklerakó zárja, amely az Ecologistas en Acción által a rossz gazdálkodásról tett feljelentéséről híres.[17][18][19][20]

### Légszennyezés és vegyi balesetek
A településen tapasztalható nagy környezeti, vegyi és ipari terhelés következtében a lakosok gyakran számolnak be légzési problémákról, elviselhetetlen szagokról, valamint viszketésről vagy savanyú ízről a légutakban. 2008-ban és 2009 első hat hónapjában többször jelentettek magas benzol- és toluolszennyezettséget (két mérgező és rákkeltő anyag) ezen a településen, amint azt a területen lévő emissziómérő műszerek adatai is mutatják. "Voltak napok, amikor a rekordok az átlagos határérték 36-szorosát is elérték" – mondta egy természetvédelmi csoport tagja.
2014-ben súlyos szennyezés történt, amelyről az összes média beszámolt. A helyzet olyan súlyos volt, hogy a gázokat kibocsátó gyárhoz legközelebb eső egyik középiskolát evakuálni kellett. Napjainkban a szomszédok még mindig küzdenek a konfliktus megoldásáért, amely nagyon negatívan érinti a várost.
Nagymértékben szennyező balesetek is előfordultak már, mint például egy nagy tűzeset egy Alcantarilla-i vegyi anyagokat gyártó üzemben (Novochem, a Bayer tulajdonában), ahol Alcantarilla, Molina, Mula és Alhama tűzoltóságainak személyzete a helyszínen volt, és a murciai és cartagenai tűzoltóságok segítségét kérte. Ezen kívül a polgári védelmi helikopter is a helyszínen volt, valamint egy EMU (katonai katasztrófaelhárító egység).
2012. január 9-én az Alcantarilla (Javalí Viejo) határában lévő városrészben mintegy 12 tonna lőpor robbant fel, és a "General Dynamics – Expal (Explosivos Alaveses)" gyárában hatalmas tűz ütött ki. Bár személyi sérülés nem történt, a füstoszlop elérte a húsz méteres magasságot, és riadalmat keltett a környékbeli lakók körében.
Két Alcantarilla-i tűzoltóság, (a Consorcio de Extinción y Salvamento) huszonöt tűzoltója és a murciai önkormányzat (Servicio de Extinción de Incendios Y Salvamento, SEIS) huszonöt tűzoltója nyolc járművön, köztük néhány daruval a helyszínre indult.
Az elnökség regionális minisztere, Manuel Campos Sánchez és a rendkívüli események igazgatója, Luis Gestoso a helyszínen tartózkodott. Mindketten kiemelték a csapatok gyors reagálását és a vállalat belső vészhelyzeti tervének megfelelő működését. Egy olyan tervet, amelyet véletlenül éppen néhány nappal korábban hagyott jóvá a Közösség. A Nemzeti Rendőrség vizsgálatot indított, hogy megpróbálja tisztázni a robbanás és a tűz okait a régi puskaporgyárban, amelynek létesítményei a védelmi minisztériumhoz tartoznak. A szomszédok riadalma nyilvánvaló volt, hiszen nem ez volt az első robbanás.
Annak érdekében, hogy megvédjék a lakosságot ezektől a környezeti veszélyektől vagy más potenciális vegyi szennyező anyagoktól (amelyek miatt Alcantarilla még a legmagasabb rákkockázati rátával rendelkező települések közé is bekerült az "ATLAS MUNICIPAL DE MORTALIDAD POR CÁNCER EN ESPAÑA" szerint), intézkedést hoztak a szirénák telepítésére, amelyek "megoldást" nyújtanak ezekre a szennyezőanyag-szivárgásokra.
A rekordokat kiváltó mérgező kibocsátások és a légköri szennyezés ellenére a lakosság szolidaritást vállal a leginkább szenvedőkkel, rendezvényeket, felvonulásokat és különböző akciókat tart, többek között például a mellrák ellen.

### Igazgatás és városi tanács
| Törvényhozás | Név                           | Csoport   |
| ------------ | ----------------------------- | --------- |
| 1979-1983    | Francisco Zapata Conesa       | PSRM-PSOE |
| 1983-1987    | Francisco Zapata Conesa       | PSRM-PSOE |
| 1987-1991    | Pedro Manuel Toledo Valero    | PSRM-PSOE |
| 1991-1995    | Pedro Manuel Toledo Valero    | PSRM-PSOE |
| 1995-1999    | Lázaro Mellado Sánchez        | PP        |
| 1999-2003    | Lázaro Mellado Sánchez        | PP        |
| 2003-2007    | Lázaro Mellado Sánchez        | PP        |
| 2007-2011    | Lázaro Mellado Sánchez        | PP        |
| 2011-2015    | Lázaro Mellado Sánchez        | PP        |
| 2015-2019    | Joaquín Ricardo Buendía Gómez | PP        |
| 2019-2023    | Joaquín Ricardo Buendía Gómez | PP        |

.
| Párt                          | 2019         | 2019       | 2015         | 2015       |  |
| Párt                          | % Szavazatok | Tanácsosok | % Szavazatok | Tanácsosok |  |
| Néppárt (PP)                  | 51,43%       | 11         | 35,8%        | 8          |  |
| Szocialista Munkáspárt (PSOE) | 25,39%       | 6          | 23,89 %      | 5          |  |
| Polgárok                      | 7,96%        | 2          | 19,2%        | 4          |  |
| Vox                           | 5,78%        | 1          |              |            |  |
| Podemos                       | 4,31%        | 0          | 9,22%        | 2          |  |
| IU-LV                         | 2,36%        | 0          | 8,06%        | 2          |  |

Fuente: La Verdad

## Népesség
A település népessége az elmúlt években az alábbi módon változott:
| Lakosok száma | 34 263 | 36 496 | 39 636 | 41 084 | 41 381 | 40 907 | 41 331 | 42 048 | 42 630 | 43 547 |
|               | 2001   | 2004   | 2007   | 2009   | 2012   | 2014   | 2017   | 2019   | 2022   | 2024   |

## Közlekedése

### Vasútvonal
Alcantarilla városa szoros kapcsolatban állt a spanyol vasút történelmével, mivel a spanyol vasúthálózat számos vasútállomása évtizedek óta szolgálja a város polgárait és vállalkozásait, valamint nagyon fontos közlekedési csomóponttá vált, ahol több vasútvonal is összekapcsolódott, mint például az Almanzora vasútvonal (a korábbi Granada-Murcia vonal) és a Chinchilla-Cartagena vonal (amely összeköti Murcia régiót a félsziget belsejével).
1864-ben megnyitották az Alcantarilla-Villa állomást, a Chinchilla-Cartagena vonal egyik megállóját. Fontos közlekedési csomópont volt, mivel volt itt egy utasforgalmi terminál, amelyet ma már bezártak, egy teherforgalmi terminál, amelyet már szintén bezártak, egy vasúti fordítókorong a mozdonyok és a tolatásképtelen vonatok részére, valamint egy rámpa az áruk és a postai küldemények számára. Volt egy mellékvonala is, amely az úgynevezett Galindo-üzemig ért.
1885-ben nyitották meg a régi Campoamor állomást, amelyet Lorca állomásként is ismertek, és amely a magánkézben lévő Alcantarilla-Lorca vonal főállomása volt, amelyet 1890-től Baza és Granada, valamint az Almendricos és Águilas közötti mellékvonal is kiegészített. 1941-ben a spanyol polgárháború végén a spanyol vasutak államosítása után a Renfe üzemeltette.  
Miután 1985-ben megszűnt az Alcantarilla-Campoamor állomás és a hozzá tartozó pálya, a Lorca felé vezető vonalat a Murcia felől érkező vonal folytatásaként tervezték a Chinchilla-Cartagena vonal csomópontján keresztül (eredetileg az Alcantarilla-Campoamor vonalon az ellenkező irányba kellett utazni, hogy Murciából Lorcába jussanak), ezért ezen a csomóponton új megállóhelyet építettek a helyi vonatok részére, az Alcantarilla-Los Romanos megállóhelyet. 
A különböző vasútvonalak közötti teret "Entrevías"-nak nevezték el.

### Közúti közlekedés
A települést a mediterrán autópálya (A-7), a murciai körgyűrű (Mu-30), amely Alcantarillán áthaladva részben a föld alatt fut, valamint az északnyugati autópálya (RM-15) bevezető szakasza szolgálja ki. Ezenkívül az N-340-es és az N-344,, valamint több regionális út halad át a területen Murcia és Molina de Segura irányába. A maga idejében az Avenida del Príncipe körgyűrűként épült de mára, Alcantarilla jelentős növekedése miatt, a városba integrálódott. 
Ami a buszokat illeti, a 44-es vonal, a korábbi 33-as vonal, Alcantarillát egyrészt Sangonerával, másrészt Murciával, Espinardóval, Guadalupéval és La Ñorával köti össze. A 27-es vonal, amely a Campoamor-Sangonera egészségügyi központnál áll meg, az El Palmar kerületben található Virgen de la Arrixaca Klinikai Egyetemi Kórházhoz vezet. A 41-es vonal egyik irányban Las Torres de Cotillas, Molina de Segura, a másik irányban pedig San Andrés (Murcia) buszpályaudvaráig közlekedik. A 91-es vonal az Avenida del Príncipe mentén halad, és a San José Obrero negyedet köti össze a murciai Plaza Circularral, a 38-as vonal pedig Alcantarilla központjától a Murciai Egyetem Espinardóban található egyetemi kampuszáig közlekedik. 2012. január 1-jén Alcantarilla Városi Tanácsa megszüntette a rendes jegy és a utazási utalvány (bono trasbordo) támogatását, és a rendes jegy 2,05 euró volt, ami 41%-kal drágább lett.
Ezen kívül két regionális járat is áthalad a településen, az egyik Caravaca, a másik Lorca felé, mindkettő Murcia-San Andrésből indul. 

### Egyéb közlekedési eszközök
Alcantarillát korábban rendszeres villamosjárat kötötte össze Murciával, amely a murciai Plaza de Camachos térről a Segura folyó partján közlekedett az Alcantarillában található Calle del Tranvía utcába. Ezt a vonalat csaknem egy évszázaddal ezelőtt megszüntették, bár egyes regionális politikai pártok támogatják, hogy újraindítsák kisvasútként, és a murciai villamos, az Alcantarilla-Villa állomásig menjen, ami egy modernista stílusú épület, és amelyet e célból tartanának fenn.
A villamosvasút létét megelőzően a Murciába és más városokba irányuló személyszállítást a tartanák és jardinerák végezték, amelyek többsége az Ortiz család tulajdonában volt, akik az elsők voltak, azok közt akik motoros járművet is használtak erre a szállítási módra. Alcantarilla közlekedéstörténetének ezen időszakáról a Pedro L. Cascales López által írt La Gaceta de Alcantarilla című folyóirat kiadványaiban is említést tesz.
Alcantarillán keresztül folyik a Segura folyó, amely a Paraje Natural del Agua Salá nevű területet adja, ahol egy gyógyvízzel rendelkező forrás található. Régebben kis hajóval lehetett eljutni Murciába és vissza, vagy Molina de Segurába. A szolgáltatást azonban megszüntették, mivel a folyó vízhozama fokozatosan csökkent, ezáltal lehetetlenné tette a hajózást. 
Az Alcantarilla légibázison katonai célú repülőtér található. Bár polgári használatra le van zárva, kifutópályái vészhelyzet esetén rendelkezésre állnak a civil polgárok számára is. A Városi Tűzoltóállomás felett található egy helikopterleszálló is. 
Alcantarilla 24 órás taxiállomással rendelkezik, amely az "Entrevías" nevű központi helyen, a 19. század közepén nyitott és a mai napig működő El Cepo bár mögött található. 
Bár már évek óta javasoltak egy kerékpársávot a jövőbeli "lineáris park" vagy "zöld tüdő" számára, amely a központon keresztül vezetne a "Las Tejeras"-tól az Agua Salá területéig, Entrevías központján keresztül, de ezen az útvonalon még nem végeztek semmilyen munkát. A szomszédos Murcia településen azonban már elkészült a Contraparada és a Malecón közötti 12 km hosszú kerékpárút. Ez a sáv a Segura folyó medrével párhuzamosan halad, így Alcantarilla külterületén halad át. 

## Szolgáltatások

### Egészségügy
Az Alcantarilla-Casco Egészségügyi Központ: a Servicio Murciano de Salud által a spanyol nemzeti egészségügyi rendszeren belül működtetett ambuláns klinika sürgősségi szolgálattal. Neve ellenére az óváros keleti szélén, a Calle Alcalde Pedro Cascales Vivancos utcában található, és az óváros előkelő negyedeit (San Roque és San Pedro), valamint a Florentino Gómez és La Esencia városrészeket szolgálja ki.
Az Alcantarilla – Sangonera la Seca Egészségügyi Központ: a járóbeteg-szakrendelő, amely orvosi konzultációs szolgáltatásokat nyújt Alcantarilla (1, 7, 8, 10, 11, 12, 13, 14, 14, 15, 17, 18, 21, 22, 23 és 24 körzetének), Sangonera la Seca, Barqueros és Cañada Hermosa legtöbb városrészének. A Calle Nuestra Señora del Carmen nevű utcában található, a Tűzoltóság mellett. Annak ellenére, hogy a város és a korábbi városrészek kiszolgálására központi helyen volt, a sürgősségi szolgálatot elköltöztették erről a területről, és a település keleti szélére, a nemesi San Pedro negyed közelében kapott új helyet.

### Sport (ingyenes)
Atlétikai pályák a Ciudad Deportiva Ángel Sornicheróban: Itt két ingyenes atlétikai pálya áll a sportolni vágyók rendelkezésre.
Sportpálya a Florentino Gómez negyedben: a Samaniego iskola előtt, a Florentino Gómez negyedben (a nemesi San Pedro negyed mellett), az iskola használja iskolaidőben és a környék lakói a tanítás befejezése után. A városi tanács honlapján szerepel, hogy a szolgáltatás ingyenes.

### Sport (fizetős)
Ángel Sornichero Sportváros: itt található a Terol által tervezett Fausto Vicent pavilon, a labdarúgópálya, ahol az Alcantarilla FC hazai mérkőzéseket játszik, az atlétikai pálya, a teniszpályák és a nyári városi uszodák, valamint egy rekreációs és szabadidős terület.
Manuel Ruiz Pérez önkormányzati létesítmény: A sportkomplexumban műfüves futballpálya, valamint atlétikai pálya és szabadtéri műfüves futópálya található. A CF Vistabella Alcantarilla itt játssza hazai mérkőzéseit.
Santiago Tomás Magritas pavilon: ez egy fedett épület, ahol rendszeresen gyakorolják a teremlabdarúgást és a ritmikus gimnasztikát. Nevét az egyetlen olyan, a városban született labdarúgóról kapta, aki játszott a spanyol válogatottban, és aki többek között a Real Madrid csapatában is megfordult. Ez a CFS Alcantarilla hazai pályája.
Jara Carrillo pavilon: az Entrevías negyedben található, ahol teremlabdarúgást, kosárlabdát és röplabdát játszanak. Ez a székhelye az Asociación de Amigos del Fútbol de Alcantarilla egyesületnek.
Andrés Francés Teruel pavilon (La Salud): a Nuestra Señora de la Asunción iskola mellett található. Fő tevékenység: teremfoci, kosárlabda és röplabda.
José Antonio Abellán pavilon: A COPE rádióállomás híres madridi sportbemondójáról elnevezett pavilon a Campoamor iskola mellett található. Az iskola tanulói használják az iskola tanítási óráin, és ezen órákon kívül a település többi polgára is használhatja.
Pedro Agustín Pérez Guirao pavilon: a Samaniego magántámogatott iskola mellett. A városi tanács honlapján az áll, hogy a pavilont a magántámogatott iskola tanulói használhatják iskolaidőben, de azt nem írja, hogy a pavilonban való sportolásért fizetni kell-e. Ez a hiányosság valószínűleg a pavilon nemrégiben történt építésének köszönhető.
Városi fedett uszoda: két fizetős medence, az egyik "félolimpiai", amely egész évben nyitva áll a nagyközönség előtt, és ahol az úszástól a rekreációs fürdőzésig mindent lehet gyakorolni.
Az Alcantarilla-i lakosok  meglehetősen kedvelik a sport valamennyi formáját, ezért 4 labdarúgó- és teremlabdarúgócsapat, 1 kosárlabdacsapat, egy úszóklub, egy atlétikai csapat, valamint több tenisz- és asztalitenisz-iskola működik. 

### Vallás, művészet és kultúra
2007 óta az önkormányzatnak van egy állandó melléképülete az UMU-nak a Calle de los Carros, 37-ben, az egyetem székhelyén, ahol állandó tevékenységeket tartanak a kultúra és a sport népszerűsítése érdekében. 
- Vallás

Körmeneti múzeum: a San Pedro templom mellett található, az utcáról és a templomból is megközelíthető múzeumban található néhány faragvány és trónus, amelyeket a Szent Hét folyamán körmenetben visznek. A kiállítást kiegészítik a főbb testvér- és nővéregyesületek tunikái, valamint a városháza által az esemény népszerűsítésére minden évben kiírt pályázat nyertes plakátjai. 
- Művészet és kultúra

A Huerta Néprajzi Múzeum amely a híres Alcantarilla-kerék (Rueda de Alcantarilla) mellett található. 
Infanta Elena Kulturális Központ: a Calle de los Carros utcában található, a Casa Sindical mellett. Ez egy multicentrum, amely a szabadidőn keresztül különböző művészeti és kulturális tevékenységeknek ad otthont. A Városi Népművészeti Iskola, a Városi Zeneiskola és az Alcantarilla Zenekar székhelye. 
Az Alcantarillai Zenészegyesület (Asociación Amigos de la Música de Alcantarilla): 1995-ben alakult. Azóta folyamatosan jelen van Alcantarilla legfontosabb eseményein. A csoport fellépett már fesztiválokon szerte Murcia régióban és Spanyolország más részein, például Sevillában, ahol 2001-ben koncertet adott. Emellett 2003-ban a Certamen Regional de Bandas de Bullas és a Certamen Nacional de Murcia első díját is elnyerte. A valenciai Certamen Internacional de Bandas de Música de Valenciában való részvétele pedig figyelemre méltó volt.

### Média és hálózatok
- Hírportál: AlcantarillaTV.es
- Írásos sajtó: 7 Días
- Televízió és kábeltelefónia (TVA): Televisión de Alcantarilla (TVA)
- Rádió: RadioSintonía, a 107.8FM-en Murciában.
- Az interneten: a városháza hivatalos honlapja[50]
- Továbbá a Villa de Alcantarilla lakói által használt Facebook közösségi hálózaton található profil.
- Egyéb média, amely szintén az Alcantarilla információival foglalkozik: Vegamediapress

## Műemlékek

### Vallási emlékművek
- Nagyboldogasszony Plébániatemplom
- Los Mínimos kolostor
- San Roque plébániatemplom
- San Pedro Apóstol plébániatemplom
- Nuestra Señora de la Salud remeteség
- Nuestra Señora de la Paz Ermitázs
- A La Voz Negra remeteség
- Az elesettek emlékműve
- A nazarénus emlékműve

### Polgári emlékművek
La Rueda de Alcantarilla: a jelenlegi, vasból készült kerék az arab időkből származó régi fakereket váltotta fel. Amikor a Barreras öntözőcsatorna vizét megemelik, azt egy látványos vízvezetéken keresztül szétosztják az Alcantarilla kertészet különböző öntözőcsatornáiba.
A Huerta Etnológiai Múzeum: az Avenida del Príncipe utcában található, egy olyan zárt épület, amely bemutatja a murciai huerta nép hagyományos élőhelyét, valamint magát a múzeumot és az Alcantarilla-kerék megjelenését. 1982. június 18-án az egész komplexumot "nemzeti műemlékké" nyilvánították.
Puente de las Pilas: a város egyik legrégebbi építménye. Ez egy kis híd, amely átível az Acequia de Barreras folyón, amelyet kulturális érdekeltségűvé nyilvánítottak.
Las Zorreras vízvezetéke: Ez a vízvezeték a 12. századból származik, amelyen keresztül az Acequia Mayor Alquibla vagy de Barreras (és az akkori Acequia Dava) keresztezte a Zorreras vízfolyást. A legrégebbi rész a 12. századból származó középső rész, amelyen keresztül az Alquibla vagy Barreras öntözőcsatorna fut. A nyugati homlokzat 13. századi jellegű bővítésnek tűnhet, amely a Turbedal öntözőcsatorna régi medrének felel meg. A keleti homlokzat a 18. századból származik, mivel egy új vízvezeték csatlakozott a Dava öntözőcsatornához. Az Alcantarillából a szomszédos Javalí Nuevo városba vezető út közepén található.
Casa Cayitas: Casa del Santo Oficio (a Szent Hivatal háza) néven is ismert, bár népszerűbb a Cayitas név, amelyet a kastély utolsó tulajdonosai, Doña Caya Arias Castellanos, majd később Doña Caya López Arias adtak neki, akik a 19. század vége és a 20. század eleje között éltek itt. A Cartagena utcában található, a 18. században épült, és sokáig a Szent Inkvizíció regionális bíróságának adott otthont. 1982-ben nemzeti műemlékké nyilvánították és restaurálták. Jelenleg az Alcantarilla Városi Könyvtár székhelye.
Casa de los Cobarro: a Calle Mayor és a Calle de las Eras sarkán álló épület a 20. század egyik legjelentősebb murciai iparosáé volt. Mára csak a márványból épült modernista homlokzata maradt meg. A Cobarro családnak volt egy másik modernista háza is a Calle de la Nona utcában, amely 1905 és 1910 között készült, és Pedro Cerdánnak tulajdonítják.
Casa Vicent: a Calle Mayor és a Plaza de la Constitución sarkán álló épület a 20. század eleji murciai modernista építészet egyik legfontosabb példája.
Mansión de Terol (vagy "régi kaszárnya"): a Calle del Cura utcában, a Plaza de San Pedro térrel szemben található, impozáns, háromszintes épület, vastag 18. századi falakkal. Eredetileg Saavedra pap háza volt. A homlokzaton az itt élt nemesi családok, például a Sánchez-Avilés és a Riquelme családok címerei láthatók. A 20. században az épület a Civil Gárda lovassági laktanyája volt, majd később elhagyatottan állt. Az 1980-as években Andrés Terol Díaz (1944-1996) építész vásárolta meg, aki jelentős felújítást végzett, és kibővítette az épületet, így nyerte el jelenlegi "L" alakját. Belsejében látványos csigalépcső és árkádsor található az udvaron. A hátsó utcára is van kijárata, ahol a garázsok és a szervizbejárat található.
Casa de Carides: Egy másik példa a Pedro Cerdánnak tulajdonított modernista kúriára. A Calle Mayor utcában található, az Alcantarilla egyik nagy 20. századi konzervgyárosa, Carides gyárának maradványai és néhány általa támogatott szociális lakás mellett.
Állomások: Hagyományos vasúti csomópontként Alcantarilla több állomással rendelkezik. A legrégebbi az Alcantarilla-Campoamor, amely egy magáncég által üzemeltetett Alcantarilla-Lorca-Baza vonal központja volt. 1941-ben a RENFE vette át, és az 1970-es években bezárták, amikor a pályákat lebontották. 2004-ben lebontották, és helyére egy magán lakóépületet építettek. Ezt követi a Chinchilla-Cartagena vonalon Alcantarilla-Villa állomás, amely már nincs használatban. Környezetében található egy régi teherpályaudvar és egy toronyház, a "Casa de José María Precioso", az ipari forradalom igazi "ékköve". A Chalet de José María Precioso és az állomás épülete a 19. század végi és a 20. század eleji modernista építészet példái. A földszinten 16x18 méteres épületek egy központi udvar körül helyezkednek el, két szinten, és a Murcia külvárosában és a Campo de Cartagenában elterjedt toronyháznak nevezett tipológiát alkotják. Jelenleg ezek az épületek és környezetük az elhagyatottság és az állandó vandalizmus állapotában vannak.
Háborús óvóhelyek: mivel Alcantarillában több katonai objektum is található (Fábrica de la Pólvora, légi bázis, ejtőernyős dandár...), a spanyol polgárháború alatt bombázták. Két fontos menedékház maradt fenn: az egyik a Calle de los Carros végén, a másik pedig a Plaza de la Asunción de Campoamor alatt. Egyik sem látogatható, mivel a bejáratuk le van fedve.

## Híres Alcantarillaiak
- Joaquín Martinez

## Fordítás
Ez a szócikk részben vagy egészben  az   Alcantarilla című spanyol Wikipédia-szócikk ezen változatának fordításán alapul.  Az eredeti cikk szerkesztőit annak laptörténete sorolja fel. Ez a jelzés csupán a megfogalmazás eredetét és a szerzői jogokat jelzi, nem szolgál a cikkben szereplő információk forrásmegjelöléseként.